# مومينهيم
مومينهيم (بالفرنسية: Mommenheim)‏ هي بلدية فرنسية تقع في إقليم الراين الأسفل من منطقة ألزاس في شمال شرق فرنسا. تبلغ مساحة هذه المدينة 8.16 (كم²)، يبلغ عدد سكانها 1836 نسمة حسب إحصاء المعهد الوطني للإحصاء والدراسات الاقتصادية سنة 2009 م. وترأس Francis Wolf البلدية خلال فترة (2008 - 2014).

## أعلام
- ليونارد سبيتشت

## وصلات خارجية
- صفحة البلدية على موقع المعهد الوطني للإحصاء والدراسات الاقتصادية (بالفرنسية)